# NGC 7295
NGC 7295 (ook: NGC 7296) is een open sterrenhoop in het sterrenbeeld Hagedis. Het hemelobject werd op 14 oktober 1787 ontdekt door de Duits-Britse astronoom William Herschel.

## Synoniemen
- OCL 228